# Alan Maley
Alan Maley (7 janvier 1931 - 13 mai 1995) est un graphiste et expert des effets spéciaux d'origine britannique.

## Biographie
Commençant sa carrière en peignant des panneaux dans l'industrie, il est finalement devenu un "matte painter".
En 1964, il est embauché par les studios Disney en tant que responsable des artistes de matte painting En 1972, il est récompensé par l'Oscar des meilleurs effets visuels,  avec Eustace Lycett et Danny Lee, pour L'Apprentie sorcière. En 1974, il quitte les studios Disney, laissant son poste de responsable à Harrison Ellenshaw.
Dans le milieu des années 1970, il participe à la création d'Industrial Light & Magic de Lucasfilm. Il est le cousin de Peter Lamont, célèbre pour avoir été le directeur artistique de la plupart des James Bond. Ils ont d'ailleurs travaillé ensemble sur L'Espion qui m'aimait en 1977.
L'une de ses créations les plus connues est la fameuse scène de Slim Picken chevauchant une bombe nucléaire dans Docteur Folamour.
Il est mort d'une crise cardiaque à son domicile de Belvedere le 13 mai 1995.
Il était marié avec Pamela Joyce et a eu deux enfants Caroline (1960) et Andrew.

## Filmographie

### Effets visuels
- 1964 : Becket
- 1964 : Docteur Folamour (Dr Strangelove or: How I Learned to Stop Worrying and Love the Bomb)
- 1968 : The One and Only, Genuine, Original Family Band
- 1968 : Le Cheval aux sabots d'or (The Horse in the Gray Flannel Suit)
- 1968 : Un amour de Coccinelle
- 1969 : Un raton nommé Rascal
- 1970 : Le Roi des grizzlis
- 1970 : Du vent dans les voiles
- 1970 : Le Pays sauvage
- 1971 : Un singulier directeur
- 1971 : Scandalous John
- 1971 : 3 Étoiles, 36 Chandelles (Snowball Express)
- 1973 : Mystery in Dracula's Castle (Téléfilm)
- 1973 : Nanou, fils de la Jungle (The World's Greatest Athlete)
- 1974 : Return of the Big Cat (Téléfilm)
- 1974 : L'Île sur le toit du monde
- 1975 : La montagne ensorcelée
- 1977 : L'Espion qui m'aimait
- 1981 : Les Aventuriers de l'arche perdue
- 1981 : Le Dragon du lac de feu

### Effets spéciaux
- 1971 : L'Apprentie sorcière
- 1974 : Un nouvel amour de Coccinelle

## Récompenses et Nominations
- Oscar des meilleurs effets visuels avec Eustace Lycett et Danny Lee pour L'Apprentie sorcière en 1972